# Sarjun ibn Mansur
Sarjun (Sargun) ibn Mansur war ein im 7. Jahrhundert lebender hoher christlicher Beamter am Hof der Umayyaden. Er wird in der griechischen Chronik des Theophanes, einer der wichtigsten Quellen für die zweite Hälfte des 7. Jahrhunderts bezüglich der arabischen Eroberung im östlichen Mittelmeerraum, als Sergios, Sohn des Mansur bezeichnet.
Über das Leben Sarjuns existieren nur relativ wenige Quellen. Er stammte aus einer angesehenen syrischen Familie und war offenbar Christ, aber dennoch ein hoher Beamter am Hof des Kalifen Muʿāwiya I. Nach den Eroberungen ab Mitte des 7. Jahrhunderts waren die Araber auf die effektiv arbeitende Administration in den ehemaligen byzantinischen Gebieten dringend angewiesen, wo die Mehrheit der Bevölkerung noch lange christlich war; aus diesem Grund stützten sich die Kalifen zunächst auf die entsprechend qualifizierten Beamten.
Sarjun genoss das Vertrauen Muʿāwiyas, als dessen Sekretär (katib) und wohl oberster Finanzbeamter er fungierte. Ebenso diente er Yazid I., mit dem er wohl schon lange bekannt war, da er zusammen mit dem bekannten umayyadischen Hofpoeten al-Akhtal (der ebenfalls Christ war) Tischgenosse des späteren Kalifen war. Es kann angenommen werden, dass Sarjuns Familie bereits in der ausgehenden Spätantike mit der oströmischen Administration vertraut bzw. für sie tätig war. Er hatte offenbar beachtlichen Einfluss am Kalifenhof und setzte sich für Belange der christlichen Bevölkerung im Kalifenreich ein. So war er daran beteiligt, Abd al-Malik davon abzuhalten, Teile der Säulen aus Gethsemane für ein islamisches Heiligtum zu nutzen. Theophanes, der dies überliefert, berichtet des Weiteren, dass Sarjun auch mit Abd al-Malik gute Kontakte unterhielt.
Sarjun wird in der Chronik des Theophanes, der sich für diese Schilderungen indirekt auf die wichtige Chronik des Theophilos von Edessa stützen konnte, positiv dargestellt. Die Darstellung von Sarjuns Vater Mansur ist in anderen christlichen Quellen allerdings unvorteilhafter, so in den Annalen des Eutychios von Alexandria; dort wird Mansur Verrat an den Christen der Stadt Damaskus vorgeworfen, als er an der Übergabe der Stadt beteiligt war (siehe Eroberung von Damaskus (635)).
Sarjuns Familie war offenbar sehr wohlhabend, er selbst verfügte unter anderem in Syrien, Palästina und Arabien über Besitzungen. Sein Sohn wurde später als Johannes von Damaskus bekannt. Ihn ließ Sarjun ebenfalls christlich erziehen und auch Johannes diente einige Zeit als hochrangiger Sekretär dem Kalifen. Um 700 verloren jedoch viele christliche Beamte ihre zuvor einflussreichen Posten im Kalifenreich, als anscheinend neue Regelungen dafür Personen muslimischen Glaubens vorschrieben, wenngleich dies nicht immer konsequent umgesetzt wurde.